# Saka (Estland)
Saka is een plaats in de Estlandse gemeente Toila, provincie Ida-Virumaa. De plaats heeft de status van dorp (Estisch: küla).

## Bevolking
Het dorp had 116 inwoners op 31 december 2011 en 106 inwoners op 31 december 2021.

## Ligging
De plaats ligt aan de Finse Golf. De Põhimaantee 1, de hoofdweg van Tallinn naar Narva, komt door Saka.

## Natuurschoon bij Saka

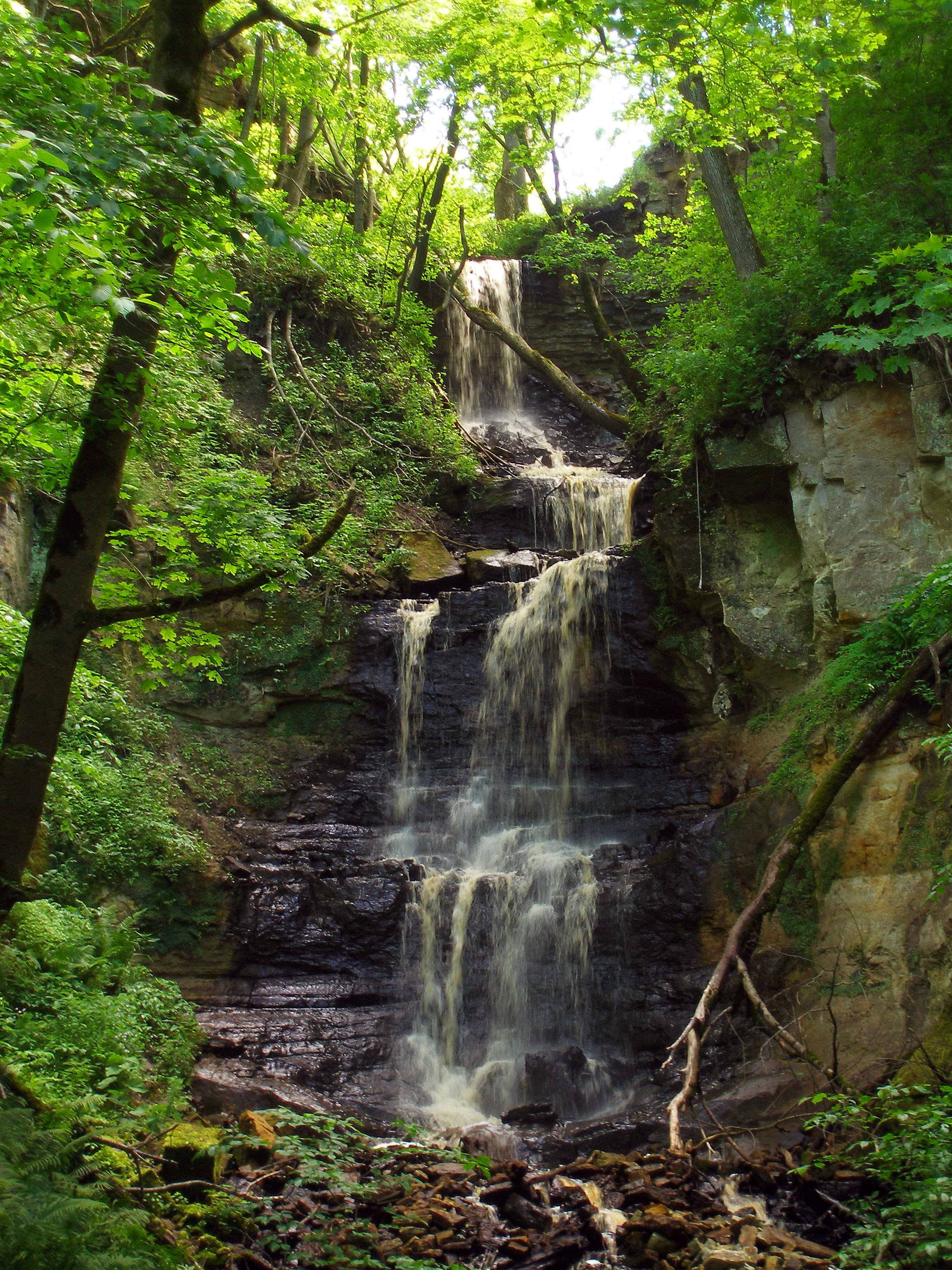
Waterval
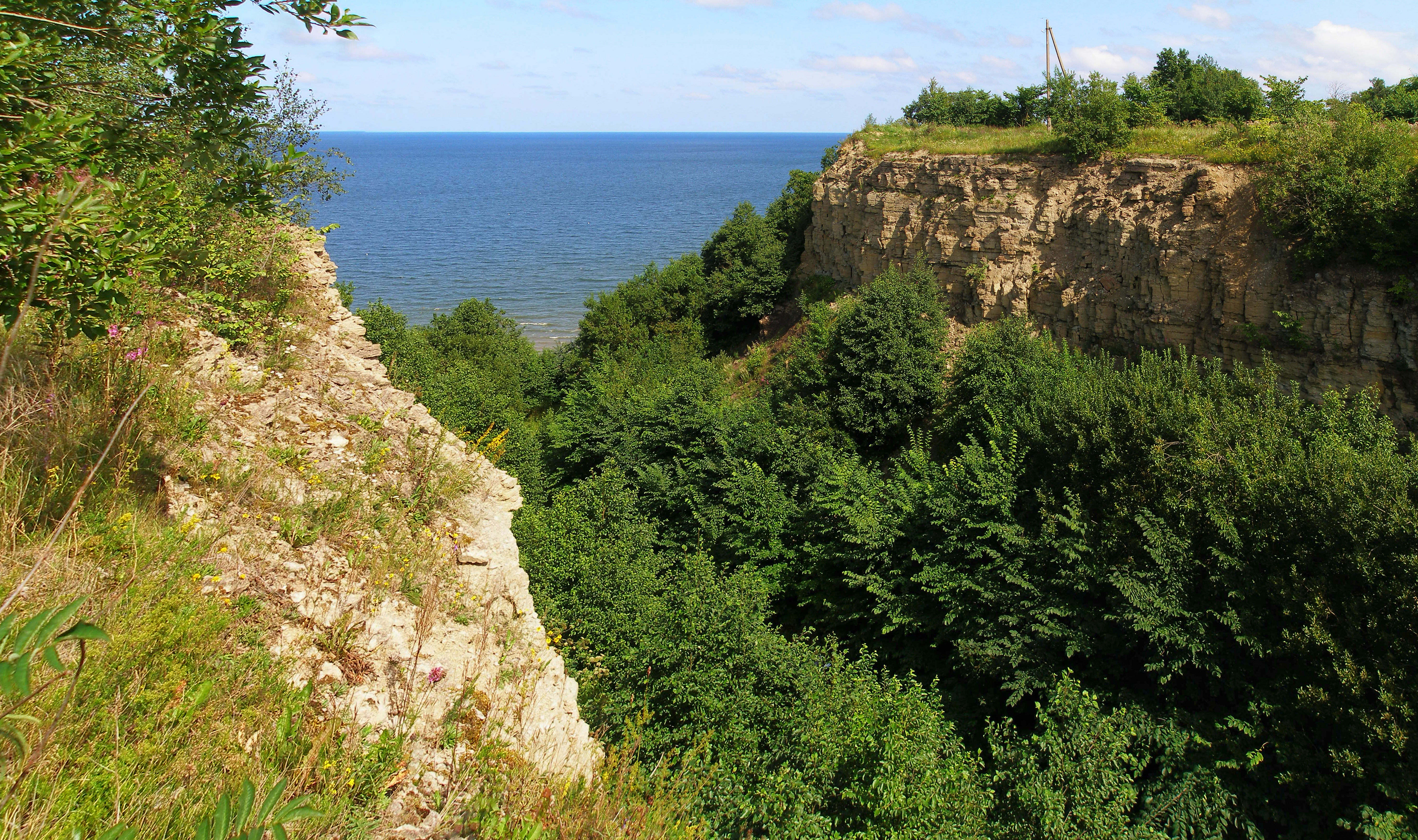
De kust bij Saka